# 坦干伊喀刺鰍
坦干伊喀刺鰍為輻鰭魚綱合鰓目刺鰍亞目刺鰍科刺鳅属的其中一種，分布於非洲坦干伊喀湖流域，體長可達19公分，棲息在沿岸岩石底質水域，屬肉食性，可做為食用魚。